# Герои Социалистического Труда Приморского края
Список граждан Приморского края, удостоенных звания Герой Социалистического Труда.

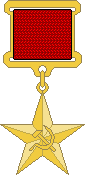
Золотая медаль «Серп и Молот» — вручалась Героям Социалистического Труда

| №   | Фамилия, Имя Отчество             | Деятельность                                                                          | Год награждения |
| --- | --------------------------------- | ------------------------------------------------------------------------------------- | --------------- |
| 1   | Абоносимов, Вадим Иванович        | Капитан дальнего плавания                                                             | 1986            |
| 2   | Авдеев, Александр Фёдорович       | Бригадир проходчиков Хрустальненского ГОКа                                            | 1966            |
| 3   | Авдеев, Пётр Афанасьевич          | Проходчик горных выработок комбината «Приморскуголь»                                  | 1971            |
| 4   | Аверков, Александр Михайлович     | Старший машинист тепловоза локомотивного депо «Смоляниново»                           | 1966            |
| 5   | Агапов, Иван Тимофеевич           | Первый секретарь Кировского райкома КПСС Приморского края                             | 1966            |
| 6   | Адамович, Иван Григорьевич        | Бригадир комплексной бригады Анучинского леспромхоза                                  | 1966            |
| 7   | Аллилуев, Алексей Степанович      | Начальник комбината «Приморскуголь»                                                   | 1948            |
| 8   | Бабич, Владимир Иосифович         | Старшина мотобота краболовной флотилии                                                | 1957            |
| 9   | Бабюк, Владимир Семёнович         | Рамщик Уссурийского ДОКа, г. Лесозаводск                                              | 1986            |
| 10  | Баканов, Олег Александрович       | Капитан дальнего плавания                                                             | 1963            |
| 11  | Белов, Анатолий Андреевич         | Бригадир судосборщиков Дальзавода                                                     | 1985            |
| 12  | Белов, Николай Семёнович          | Управляющий РУ «Дальэнерго»                                                           |                 |
| 13  | Белоусов, Игорь Сергеевич         | Министр судостроительной промышленности СССР                                          | 1974            |
| 14  | Белошапко, Иван Елисеевич         | Капитан сейнера Уссурийского рыбокомбината, шкипер мотобота рыбокомбината «Попов»     | 1957            |
| 15  | Береко, Дмитрий Яковлевич         | Гарпунер китобойных флотилий                                                          | 1964            |
| 16  | Бибик, Константин Алексеевич      | Тракторист-комбайнер МТС, с. Григорьевка Михайловского района                         | 1950            |
| 17  |                                   |                                                                                       |                 |
| 18  | Божок, Иван Егорович              | Шахтер треста «Сучануголь»                                                            | 1948            |
| 19  | Бойко, Михаил Николаевич          | Бригадир проходчиков Хрустальненского ГОКа                                            | 1960            |
| 20  | Бокиевец, Владимир Архипович      | Бригадир грузчиков Владивостокского морского торгового порта                          | 1960            |
| 21  | Борисенко, Семён Иванович         | Врач-хирург                                                                           | 1966            |
| 22  | Борисов, Сергей Тихонович         | Механизатор совхоза «Краснореченский» Кировского района                               | 1973            |
| 23  | Бочек, Александр Павлович         | Лоцман Владивостокского морского порта                                                | 1960            |
| 24  | Бутома, Борис Евстафьевич         | Председатель государственного комитета по судостроению СССР                           | 1959            |
| 25  | Волков, Юрий Петрович             | Капитан рыболовецких судов Преображенской базы тралового флота                        | 1984            |
| 26  | Волкова, Мария Александровна      | Бригадир слесарей Дальзавода                                                          | 1960            |
| 27  | Воложенин, Андрей Григорьевич     | Директор Приморской сельскохозяйственной опытной станции                              | 1966            |
| 28  | Гамс, Вальдемар Карлович          | Капитан океанского сейнера рыболовецкого колхоза «Новый мир»                          | 1963            |
| 29  | Готовчиц, Константин Адамович     | Бригадир отделочников комплексной бригады треста «Дальметаллургстрой», г. Дальнегорск | 1966            |
| 30  | Григорьев, Григорий Савельевич    | Шахтер, мастер скоростных проходок                                                    | 1957            |
| 31  | Грицук, Игорь Николаевич          | Почетный работник морского транспорта                                                 | 1960            |
| 32  | Гришин, Борис Андреевич           | Капитан дальнего плавания                                                             | 1960            |
| 33  | Деев, Александр Тимофеевич        | Директор Амурского судостроительного завода, г. Комсомольск-на-Амуре                  | 1966            |
| 34  | Елхин, Пётр Иванович              | Механизатор опытно-производственного хозяйства «Степное»                              | 1971            |
| 35  | Житников, Пётр Илларионович       | Капитан-директор крабоконсервных плавзаводов                                          | 1957            |
| 36  | Жогин, Дмитрий Михайлович         | Электросварщик завода «Звезда»                                                        | 1977            |
| 37  | Залищенко, Иван Игнатьевич        | Слесарь войсковой части                                                               | 1971            |
| 38  | Захарова, Валентина Фёдоровна     | Швея-мотористка ПО «Заря»                                                             | 1971            |
| 39  | Зиганшин, Ахметша                 | Бригадир проходчиков треста «Дальшахтстрой»                                           | 1948            |
| 40  | Зиновьев, Александр Васильевич    | Капитан дальнего плавания                                                             | 1973            |
| 41  | Зубан, Василий Филиппович         | Машинист угольного комбайна                                                           | 1966            |
| 42  | Ивлиев, Дмитрий Иванович          | Старший геолог Приморской геологической экспедиции                                    | 1971            |
| 43  | Карпенко, Никон Семёнович         | Гарпунер китобойных флотилий                                                          | 1971            |
| 44  | Кашпур, Марфа Семёновна           | Звеньевая колхоза «Красный Октябрь» Яковлевского района                               | 1966            |
| 45  | Ким Пен Хва (дважды)              | Председатель колхоза «Полярная звезда» Ташкентской области                            | 1948, 1951      |
| 46  | Кожевников, Николай Николаевич    | Старший электромеханик ледокола «Владивосток» ДВМП                                    | 1984            |
| 47  | Козловский, Константин Игнатьевич | Капитан дальнего плавания                                                             | 1963            |
| 48  | Колесник, Екатерина Михайловна    | Доярка совхоза «Артемовский»                                                          | 1966            |
| 49  | Колпинец, Николай Сергеевич       | Токарь Дальзавода                                                                     | 1987            |
| 50  | Кондратьев, Пётр Николаевич       | Бригадир комплексной бригады Кокшаровского леспромхоза Чугуевского района             | 1966            |
| 51  | Коновалов, Владимир Данилович     | капитан рыболовецкого сейнера рыбокомбината им. Н. А. Исаенко                         | 1981            |
| 52  | Коновалов, Илья Григорьевич       | Гарпунер китобойных флотилий                                                          | 1957            |
| 53  | Коновалова, Людмила Матвеевна     | Рафинер Уссурийского масложиркомбината                                                | 1966            |
| 54  | Конончук, Дмитрий Фёдорович       | Механизатор совхоза «Пантелеймоновский» Дальнереченского района                       | 1972            |
| 55  | Коркин, Александр Васильевич      | Бригадир проходчиков Дальневосточного ГМК                                             | 1973            |
| 56  | Кравцов, Мефодий Акимович         | Моторист промысловых судов                                                            | 1971            |
| 57  | Крамарев, Василий Константинович  | Председатель колхоза «Коммунар» Уссурийского района                                   | 1966            |
| 58  | Крупеня, Владимир Иванович        | Капитан-директор плавучей базы «Армань» Приморыбпрома                                 | 1966            |
| 59  | Крылов, Гурий Петрович            | Бригадир строителей треста «Дальморгидрострой»                                        | 1974            |
| 60  | Крючек, Пётр Степанович           | Старший буровой мастер Партизанской геологоразведочной партии                         | 1966            |
| 61  | Кужим, Алексей Фёдосеевич         | Механизатор колхоза им. XVII партсъезда с. Хвалынка Спасского района                  | 1966            |
| 62  | Кузнецова, Мария Александровна    | Слесарь-инструментальщик Арсеньевского авиационно-производственного предприятия       | 1976            |
| 63  | Ли Гым Нен                        | Сельский труженик, Уссурийский район                                                  | 1957            |
| 64  | Лидовский, Николай Гаврилович     | Бригадир Приморского рудника Дальневосточного ГМК                                     | 1961            |
| 65  | Лихотоп, Пётр Харитонович         | Бригадир горнорабочих треста «Сучануголь»                                             | 1966            |
| 66  | Ломаев, Октябрь Михайлович        | Капитан-директор БМРТ                                                                 | 1963            |
| 67  | Ломакин, Виктор Павлович          | Первый секретарь Приморского крайкома КПСС                                            | 1981            |
| 68  | Люлько, Иван Трофимович           | Капитан-директор китобойных флотилий                                                  | 1966            |
| 69  | Малахов, Николай Никитич          | Капитан дальнего плавания, начальник ДВМП (1959—1964)                                 | 1960            |
| 70  | Маслов, Семён Степанович          | Капитан дальнего плавания                                                             | 1985            |
| 71  | Маяков, Григорий Архипович        | Бригадир портовых рабочих Находкинского торгового порта                               | 1963            |
| 72  | Михайлов, Андрей Кирьянович       | Работник рыбного промысла, позже — работник завода «Аскольд», г. Арсеньев             | 1957            |
| 73  | Михалевич, Фёдор Михайлович       | Бригадир плотников мостостроительного треста                                          | 1974            |
| 74  | Мищихин, Дмитрий Алексеевич       | Машинист локомотивного депо станции Уссурийск                                         | 1959            |
| 75  | Моисеенко, Анна Антоновна         | Звеньевая колхоза «Красный сучанец»                                                   | 1950            |
| 76  | Молдаванов, Дмитрий Давыдович     | Механик ДВМП                                                                          | 1966            |
| 77  | Мостовая, Анна Карповна           | Отделочница Владивостокской мебельной фабрики                                         | 1974            |
| 78  | Неунылов, Борис Александрович     | Начальник Дальневосточной рисовой станции                                             | 1966            |
| 79  | Новожилов, Василий Григорьевич    | Бригадир плотников Главвладивостокстроя                                               | 1971            |
| 80  | Огородников, Павел Николаевич     | Бригадир забойщиков шахты 10/16, г. Партизанск                                        | 1971            |
| 81  | Олейников, Виталий Михайлович     | Капитан-директор китобойной флотилии                                                  | 1976            |
| 82  | Онучин, Андрей Алексеевич         | Механизатор Нижне-Даубихинского леспромхоза Анучинского района                        | 1971            |
| 83  | Орликова, Валентина Яковлевна     | Капитан дальнего плавания                                                             | 1960            |
| 84  | Панов, Григорий Емельянович       | Гарпунер китобойной флотилии «Слава»                                                  | 1950            |
| 85  | Пащенко, Дмитрий Яковлевич        | Механик плавучего крабоконсервного завода «Константин Суханов»                        | 1971            |
| 86  | Пермин, Николай Кириллович        | Механизатор, звеньевой совхоза «Ханкайский»                                           | 1966            |
| 87  | Петренко, Алексей Васильевич      | Боцман теплохода «В. Короленко» ДВМП                                                  | 1982            |
| 88  | Петросянц, Гурген Власович        | Директор Спасского цементного завода                                                  | 1971            |
| 89  | Пирогов, Спартак Георгиевич       | Старший механик Приморского морского пароходства                                      | 1973            |
| 90  | Подуфалов, Никанор Константинович | Строитель бригадир каменщиков                                                         | 1958            |
| 91  | Пожарская, Ефросинья Яковлевна    | Телятница, пос. Родниковый Кировского района                                          | 1948            |
| 92  | Попова, Мария Георгиевна          | Крановщица Находкинского морского торгового порта                                     | 1960            |
| 93  | Прихода, Иван Дмитриевич          | Начальник управления работ «Дальморгидростроя»                                        | 1958            |
| 94  | Прокопенко, Фёдор Денисович       | Гарпунер китобойного судна                                                            | 1950            |
| 95  | Пургин, Афанасий Николаевич       | Гарпунер китобойного судна                                                            | 1950            |
| 96  | Пустынцев, Павел Петрович         | Конструктор подводных судов                                                           | 1959            |
| 97  | Пучкова, Валентина Михайловна     | Директор Хорольской средней школы                                                     | 1966            |
| 98  | Радкевич, Екатерина Александровна | Геолог, член-корреспондент АН СССР                                                    | 1969            |
| 99  | Рахманов, Юрий Иванович           | Бригадир проходчиков металлургического комбината «Сихали»                             | 1971            |
| 100 | Рябов, Александр Иванович         | Кузнец Арсеньевского машиностроительного завода «Аскольд»                             | 1970            |
| 101 | Садковский, Иван Васильевич       | Машинист вращающейся печи Спасского цементного завода                                 | 1958            |
| 102 | Сазыкин, Николай Иванович         | Директор Арсеньевского машиностроительного завода «Прогресс»                          | 1963            |
| 103 | Сапожинский, Константин Павлович  | Горный инженер                                                                        | 1957            |
| 104 | Сахаров, Виктор Николаевич        | Капитан дальнего плавания ДВМП                                                        | 1963            |
| 105 | Сенчук, Анна Ивановна             | Звеньевая колхоза «Красный Октябрь» Октябрьского района                               | 1971            |
| 106 | Сергеев, Иван Васильевич          | Бригадир комплексной бригады Владстройтреста № 8                                      | 1971            |
| 107 | Сергеев, Юрий Георгиевич          | капитан-наставник управления «Дальморепродукт»                                        | 1971            |
| 108 | Серых, Михаил Андреевич           | Капитан дальнего плавания ДВМП                                                        | 1971            |
| 109 | Соляник, Алексей Николаевич       | Капитан-директор китобойной флотилии «Слава»                                          | 1950            |
| 110 | Сорока, Дмитрий Игнатьевич        | Капитан дальнего плавания ДВМП                                                        | 1960            |
| 111 | Сугатов, Фёдор Изотович           | Кузнец вагонного депо «Первая Речка»                                                  | 1959            |
| 112 | Сущенко, Григорий Афанасьевич     | Мастер-наставник Дальзавода                                                           | 1966            |
| 113 | Тихоступов, Виктор Константинович | Капитан дальнего плавания ДВМП                                                        | 1976            |
| 114 | Токарский, Василий Маркович       | Лесоруб Иманского леспромхоза                                                         | 1957            |
| 115 | Троянова, Агния Ефимовна          | Старший мастер консервного завода рыбокомбината «Тафуин»                              | 1957            |
| 116 | Трусевский, Яков Андреевич        | Капитан океанского сейнера рыбокомбината «Путятин»                                    | 1957            |
| 117 | Тупицын, Григорий Михайлович      | Токарь Уссурийского машиностроительного завода                                        | 1971            |
| 118 | Тыртышный, Владимир Степанович    | Старшина водолазной станции треста «Дальморгидрострой»                                | 1971            |
| 119 | Удовенко, Николай Филиппович      | Токарь Арсеньевского производственного объединения                                    | 1981            |
| 120 | Ульгин, Александр Яковлевич       | Бригадир портовых рабочих Владивостокского торгового порта                            | 1971            |
| 121 | Фалеев, Василий Васильевич        | Капитан рыболовецких судов                                                            | 1963            |
| 122 | Фёдореева, Надежда Григорьевна    | Заведующая фельдшерско-акушерским пунктом, с. Нестеровка Пограничного района          | 1969            |
| 123 | Фёдураева, Галина Григорьевна     | Доярка совхоза «Артемовский»                                                          | 1973            |
| 124 | Филиппов, Михаил Петрович         | Рамщик Уссурийского деревообрабатывающего комбината                                   | 1976            |
| 125 | Финогенова, Софья Семёновна       | Звеньевая колхоза «Красный богатырь» Сучанского района                                | 1949            |
| 126 | Фоменко, Пётр Кириллович          | Капитан океанического сейнера                                                         | 1957            |
| 127 | Ходарковский, Борис Петрович      | Машинист сырьевых мельниц Спасского цементного завода                                 | 1966            |
| 128 | Чеберяк, Авраам Трофимович        | Комбайнер Хорольской МТС, позже — преподаватель в ГПТУ-32, г. Арсеньев                | 1949            |
| 129 | Чулкова, Анна Фёдоровна           | Мастер-кондитер Владивостокской кондитерской фабрики                                  | 1986            |
| 130 | Шестопалов, Фёдор Николаевич      | Бригадир котельщиков-корпуск-ников Дальзавода                                         | 1971            |
| 131 | Шило, Николай Алексеевич          | Геолог, академик председатель Президиума ДВНЦ                                         | 1973            |
| 132 | Широких, Николай Иванович         | Бригадир портовых рабочих Владивостокского торгового порта                            | 1971            |
| 133 | Шкрыль, Иван Лукич                | Настройщик радиоаппаратуры завода «Радиоприбор»                                       | 1971            |
| 134 | Шугуров, Пётр Егорович            | Бригадир комплексной бригады треста «Подземстрой» Главвладивостокстроя                | 1981            |
| 135 | Щетинина, Анна Ивановна           | Капитан дальнего плавания, капитан-наставник ДВМП                                     | 1978            |
| 136 | Юхно, Иван Андреевич              | Экскаваторщик Главвладивостокстроя                                                    | 1966            |
| 137 | Яременко, Василий Макарович       | Директор Уссурийского масложиркомбината                                               | 1971            |